# امانوئلا سالوپک
امانوئلا سالوپک (کرواتی: Emanuela Salopek؛ زادهٔ ۱۸ آوریل ۱۹۸۷) بازیکن بسکتبال زن اهل کرواسی است. وی در بازی‌های المپیک تابستانی ۲۰۱۲ شرکت کرده‌است.